# Clement Negruț
Clement Negruț (n. 7 noiembrie 1964, Alba Iulia, Alba, România) este un fost deputat român, ales în legislaturile 2008-2012 și 2012-2016 din partea Partidului Democrat Liberal.
În timpul mandatului a trecut la grupul parlamentar Democrat și Popular.